# Jay Bradley
Pour les articles homonymes, voir Bradley et Braddock.
Brad Bradley, né le 17 novembre 1980, est un catcheur américain. Il est connu pour son travail à la Total Nonstop Action Wrestling sous le nom de Jay Bradley.
Il a travaillé pour la World Wrestling Entertainment entre 2005 et 2009 sous le pseudonyme de Ryan Braddock.

## Carrière

### World Wrestling Entertainment (2005-2009)

#### Ohio Valley Wrestling (2007-2008)
Le 16 mai, il débuta à l'OVW sous le nom de Jay Bradley, en battant l'ancien OVW Heavyweight Champion, Chet the Jett. Il bat Paul Burchill et Idol Stevens dans un three-way match pour remporter l'OVW Heavyweight Championship le 1er juin lors du premier Summer Sizzler Series à Louisville, dans le Kentucky, devenant le premier à détenir les titres poids lourd de l'OVW et DSW. Le 15 juin 2007, au troisième Super Summer Sizzler Series à Louisville, il bat Idol Stevens pour conserver son titre.
Il perd son titre face à Paul Burchill dans un match enregistré le 27 juin et diffusé le 30. Il participe à deux house shows de Raw le 11 et le 12 août, perdant face à "Hacksaw" Jim Duggan. Il participe à un dark match face à D'Lo Brown lors d'un Smackdown en août 2007. Le 19 décembre, il gagne le match "Love Thy Neighbor" pour obtenir un match de championnat pour l'OVW Heavyweight Championship. Il commence une rivalité avec Matt Sydal et le bat dans un match par équipe avec Mike Kruel, Sydal faisant équipe avec Charles Evans. Malheureusement, il ne peut faire valoir son match de championnat car l'OVW et la WWE mettent un terme à leur accord.

#### ECW et Smackdown (2008-2009)
Il eut son premier match contre le Big Show, match qu'il perdit très vite. Il perdit aussi contre Super Crazy et le Great Khali. Il n'est plus apparu depuis. Il a été congédié début 2009.
La WWE vient de resigner[Quand ?] l'ancien catcheur Ryan Braddock dans l'entreprise. Braddock avait combattu à Smackdown et était sous contrat avec l'entreprise de décembre 2005 à mars 2010.
Braddock reviendra sous peu[Quand ?] à la FCW en vue de son contrat de développement avec la compagnie.

### Circuit indépendant (2009-2013)
Après son renvoi de la WWE, Bradley commence à travailler avec l'All American Wrestling, basé dans l'Illinois. Il bat Tyler Black, Chandler McClure et Egotistico Fantastico le 28 mars 2009 pour remporter l'AAW Heavyweight Championship. Il détient le titre pendant cinq mois, avant de le perdre face à Jimmy Jacobs le 5 septembre. Il travaille aussi pour la Full Impact Pro, perdant face à T.J. Perkins dans son premier match pour la fédération le 6 juin 2009. En 2011, Bradley rejoint la fédération de Billy Corgan, la Resistance Pro, et bat Icarus dans le premier show de la fédération à Chicago.

### Resistance Pro Wrestling (2011-2013)
Lors de Fair Warning, il perd contre Harry Smith et ne remporte pas le RPW Heavyweight Championship.

### Total Nonstop Action Wrestling (2013-2014)

#### Gut Check, Bound For Glory Séries et Renvoi (2013-2014)
Lors de l'Impact Wrestling du 10 janvier, il bat Brian Cage dans un Gut Check Qualifying Match. La semaine suivante, Bradley a été choisi  par les juges du Gut Check et gagner un contrat à la TNA. Lors de l'Impact Wrestling du 16 mai, il bat Christian York et se qualifie pour la finale. Lors de Slammiversary IX, il bat Sam Shaw dans un match de qualification des Bound for Glory Series. Le 13 juin à Impact Wrestling, Hulk Hogan annonce le retour des Bound for Glory Series (2013) qui mènera le nouveau aspirant no 1 au titre du Championnat du Monde de la TNA au main event de Bound for Glory. Il annonce ensuite que Jay est qualifié d'office au tournoi grâce au tournoi des Gut Cheak que ce dernier a remporté lors de Slammiversary face à Sam Shaw. Durant l'épisode d'Impact Wrestling du 20 juin, Jay Bradley perd son premier match des Séries de Bound for Glory perdant face à Austin Aries. Il perd ses autres matchs contre Hernandez, Samoa Joe & Joseph Park.
Il est licencié de la TNA le 14 janvier 2014.

### Retour à la Ohio Valley Wrestling (2013-2014)
Il fait son retour à la OVW le 7 mars en battant Tony Gunn. Lors de OVW TV du 14 mars, il gagne contre Jake Dirden. Lors de OVW TV du 21 mars, il gagne avec Cliff Compton contre James Thomas et Johnny Spade. Lors de OVW TV du 27 avril, il gagne avec Eddie Diamond, Randy Royal, Rob Terry, Rockstar Spud et Tony Gunn contre The Coalition.Lors de OVW TV du 11 mai, il gagne avec Rob Terry contre Raul LaMotta et Shiloh Jonze (it) par disqualification.Lors de OVW TV du 25 mai, il gagne contre Jamin Olivencia. Lors de OVW TV du 1er juin, il perd contre Jessie Godderz dans un Triple Threat Match qui comprenait aussi Jamin Olivencia. Lors du OVW TV # 747, Jay Bradley arrive sur le ring, saisit d'abord un micro et dit qu'il vient de rentrer de 18 jours passés en Orient. Il était avec un seul gars qui parlait anglais, quelqu'un avec qui il a été forcé de faire équipe, mais avec qui il est demeuré invaincu, et introduit Rob Terry. Après quoi ils battent Rockstar Spud & Ryan Howe.

### WRESTLE-1 (2013)
Lors de leur premier match, lui et Rob Terry battent Kaz Hayashi et Shūji Kondō. Terry est resté invaincu pendant toute la tournée, faisant équipe avec Rob Terry pour gagner des Tag Team Matches contre Koji Kanemoto et Seiki Yoshioka, et Koji Kanemoto et Minoru Tanaka, et enfin en perdant contre Rob Terry dans trois Singles Matchs consécutifs.

### Retour à la Total Nonstop Action Wrestling (2015-2017)
Il fait son retour sous un nouveau gimmick, celui d'Aiden O'Shea à Bound For Glory, en participant au Bound For Gold Gauntlet match remporté par Tyrus.

## Palmarès et récompenses
- All American Wrestling
  - 1 fois AAW Heavyweight Champion[6]

- Deep South Wrestling
  - 3 fois Deep South Heavyweight Champion[6]

- Independent Wrestling Association Mid-South
  - 2 fois IWA Mid-South Tag Team Champion avec Ryan Boz (1) et Trik Davis (1)[6]

- Ohio Valley Wrestling
  - 2 fois OVW Heavyweight Championship[7]
  - 1 fois OVW Television Championship
  - 1 fois OVW Southern Tag Team Championship avec Cash Flo (actuel)

- Total Nonstop Action Wrestling
  - Vainqueur du TNA Gut Check
  - TNA Gutcheck Tournament (2013)